# Allan Machado de Souza Rosa
Allan Machado de Souza Rosa (* 17. April 1994 in Rio de Janeiro), auch Allan Machado genannt, ist ein brasilianischer Fußballspieler.
Allan Machado ist der Zwillingsbruder von Ailton Machado.

## Karriere
Allan Machado erlernte das Fußballspielen in der Jugendmannschaft CR Vasco da Gama in Rio de Janeiro. Von 2013 bis 2015 stand er bei den brasilianischen Vereinen FC São Paulo, AE Tiradentes und dem FC Santos unter Vertrag. Im August 2015 ging er nach Spanien, wo er sich dem CP Cacereño anschloss. Der Verein aus Cáceres spielte in der dritten Liga des Landes, der Segunda División B. Hier absolvierte er sieben Spiele. 2016 wechselte er zum spanischen Klub CD Leganés nach Leganés. Leganés spielte in der zweiten spanischen Liga. Hier wurde er in der zweiten Mannschaft eingesetzt. 2017 spielte er beim Unionistas CF in Salamanca. 2018 kehrte er in seine Heimat zurück. Hier schoss er sich seinem Jugendverein CR Vasco da Gama an. Von April 2018 bis Ende 2018 stand er für den Nova Iguaçu FC in Nova Iguaçu auf dem Spielfeld. al-Mojzel, ein Verein aus Saudi-Arabien nahm ihn von Februar 2019 bis Anfang September 2019 unter Vertrag. Von September bis Ende 2019 spielte er wieder in seinem Heimatland beim Brusque FC. Mit dem Verein aus Brusque gewann er Ende 2019 die Campeonato Brasileiro de Futebol – Série D. Von Januar 2020 bis Dezember 2020 war er vertrags- und vereinslos. Im Dezember 2020 zog es ihn nach Asien. In Thailand unterschrieb er einen Vertrag beim Angthong FC. Der Verein aus Angthong spielte in der dritten Liga, der Thai League 3. Hier trat der Verein in der Western Region an. Zu Beginn der Saison 2021/22 unterschrieb er einen Vertrag beim Drittligisten Chamchuri United FC. Mit dem Verein aus der thailändischen Hauptstadt Bangkok spielte er in der Bangkok Metropolitan Region der dritten Liga. Im Dezember 2021 verpflichtete ihn Ligakonkurrent Kasem Bundit University FC. Bei dem Bangkoker Verein stand er bis Saisonende 2021/22 unter Vertrag. Im Sommer 2022 ging er nach Sattahip, wo er einen Vertrag beim Zweitligaabsteiger Navy FC unterschrieb. Nach einer Saison und sieben Drittligaspielen, wechselte er im April 2023 nach Laos zum Erstligisten Master 7 FC. Bis Saisonende bestritt er für den Verein aus der Hauptstadt Vientiane vier Ligaspiele. Am 10. Juli 2023 unterschrieb er einen Vertrag bei dem ebenfalls in der ersten Liga spielenden Young Elephants FC. Nach der Saison 2023 wurde sein Vertrag nicht verlängert.

## Erfolge
Brusque FC
- Campeonato Brasileiro de Futebol – Série D: 2019